# Jens Steinigen
Jens Steinigen (n. 2 septembrie 1966, Dippoldiswalde, RDG) este un biatlonist ce a reprezentat Germania, medaliat olimpic. A participat la 2 ediții ale Jocurilor Olimpice (1992, 1994) în care a câștigat o medalie de aur.